# Nevil Dede
Nevil Thamas Dede (ur. 10 października 1975 w Tiranie) – albański piłkarz grający na pozycji środkowego obrońcy, po zakończeniu kariery piłkarskiej trener.

## Kariera piłkarska

### Klubowa
Dede rozpoczął karierę piłkarską jako junior w klubie SK Tirana. W sezonie 1992/1993 zadebiutował w drużynie seniorskiej tego klubu, z którą 7-krotnie został mistrzem Albanii oraz 5-krotnie zdobył puchar tego kraju. W klubie tym grał do sezonu 2001/2002, kiedy to trafił do KS Elbasani. Stamtąd na sezon 2006/2007 powrócił do Tirany, zaś w 2008 trafił do chińskiego Changsha Ginde. Następnie rozegrał jeszcze jeden sezon w Elbasani, po którym zakończył karierę piłkarską.

### Reprezentacyjna
W reprezentacji Albanii zadebiutował w 1995 wchodząc w jednym meczu z ławki rezerwowych. Następnie w reprezentacji grał również w 1996, w latach 2000–2004 oraz w 2006 i 2007.

## Kariera trenerska
W styczniu 2010 Dede został menedżerem klubu KF Tirana, w którym przepracował niecały miesiąc. Od czerwca do października tego samego roku był asystentem trenera KS Skënderbeu, a następnie powrócił do klubu z Tirany już jako trener. Był nim do lutego 2011, a w kolejnych latach prowadził KF Laçi, KS Luftëtari, KF Tirana i KF Kastrioti. W 2015 objął reprezentację Albanii U-19 kobiet.